# Damernas 500 meter i short track vid olympiska vinterspelen 1992
Resultaten från herrarnas damernas 500 meter vid olympiska vinterspelen 1992. Tävlingen avgjordes den 20 februari 1992. Tävlingen hölls på en bana på som låg i Olympic Park Ice Rink i Albertville. 

Baserat på resultat från de tidigare fyra åren var kanadensiskan Sylvie Daigle favorit, hon hade deltagit i hastighetsåkning på skridskor två gånger i OS. Hon vann 1500 m vid OS 1988 då det bara var en demonstrationsgren, men hon gick inte vidare från kvalet.

## Omgång ett
Heat ett
| Plac | Namn                                   | Tid      |
| ---- | -------------------------------------- | -------- |
| 1    | Kim So-Hui (KOR)                       | 50,99 OR |
| 2    | Joëlle van Koetsveld-van Ankeren (NED) | 1.00,29  |
| AC   | Zhang Yanmei (CHN)                     | DQ       |

Heat två
| Plac | Namn                | Tid      |
| ---- | ------------------- | -------- |
| 1    | Cathy Turner (USA)  | 47,69 OR |
| 2    | Jeon I-Gyeong (KOR) | 48,18    |
| 3    | Sylvie Daigle (CAN) | 48,50    |

Heat tre
| Plac | Namn                    | Tid      |
| ---- | ----------------------- | -------- |
| 1    | Wang Xiulan (CHN)       | 47,49 OR |
| 2    | Annie Perreault (CAN)   | 48,41    |
| 3    | Felicity Campbell (AUS) | 50,11    |
| 4    | Debbie Palmer (GBR)     | 52,24    |

Heat fyra
| Plac | Namn                   | Tid   |
| ---- | ---------------------- | ----- |
| 1    | Li Yan (CHN)           | 48,33 |
| 2    | Nathalie Lambert (CAN) | 48,41 |
| 3    | Natalja Isakova (EUN)  | 48,49 |
| 4    | Tamara Kaszala (HUN)   | 52,38 |

Heat fem
| Plac | Namn                   | Tid   |
| ---- | ---------------------- | ----- |
| 1    | Nobuko Yamada (JPN)    | 48,79 |
| 2    | Bea Pintens (BEL)      | 48,98 |
| 3    | Cristina Sciolla (ITA) | 52,53 |

Heat sex
| Plac | Namn                   | Tid   |
| ---- | ---------------------- | ----- |
| 1    | Hwang Ok-Sil (PRK)     | 48,70 |
| 2    | Karine Rubini (FRA)    | 49,25 |
| 3    | Amy Peterson (USA)     | 51,05 |
| 4    | Simone Velzeboer (NED) | 55,43 |

Heat sju
| Plac | Namn                     | Tid      |
| ---- | ------------------------ | -------- |
| 1    | Marinella Canclini (ITA) | 47,00 OR |
| 2    | Marina Pilajeva (EUN)    | 47,48    |
| AC   | Karen Gardiner-Kah (AUS) | DQ       |

Heat åtta
| Plac | Namn                    | Tid   |
| ---- | ----------------------- | ----- |
| 1    | Monique Velzeboer (NED) | 48,09 |
| 2    | Julia Vlasova (EUN)     | 48,29 |
| 3    | Kim Chun-Hwa (PRK)      | 49,10 |

## Kvartsfinaler
Kvartrsfinal 1
| Plac | Namn                   | Tid     |
| ---- | ---------------------- | ------- |
| 1    | Cathy Turner (USA)     | 48,51   |
| 2    | Nathalie Lambert (CAN) | 51,04   |
| 3    | Nobuko Yamada (JPN)    | 57,69   |
| 4    | Karine Rubini (FRA)    | 1.08,41 |

Kvartrsfinal 2
| Plac | Namn                                   | Tid     |
| ---- | -------------------------------------- | ------- |
| 1    | Li Yan (CHN)                           | 48,33   |
| 2    | Julia Vlasova (EUN)                    | 48,63   |
| 3    | Joëlle van Koetsveld-van Ankeren (NED) | 1.07,23 |
| 4    | Marinella Canclini (ITA)               | 1.27,18 |

Kvartrsfinal 3
| Plac | Namn                | Tid   |
| ---- | ------------------- | ----- |
| 1    | Wang Xiulan (CHN)   | 47,56 |
| 2    | Hwang Ok-Sil (PRK)  | 47,95 |
| 3    | Jeon I-Gyeong (KOR) | 48,25 |
| 4    | Bea Pintens (BEL)   | 48,49 |

Kvartrsfinal 4
| Plac | Namn                    | Tid   |
| ---- | ----------------------- | ----- |
| 1    | Marina Pilajyeva (EUN)  | 47,95 |
| 2    | Monique Velzeboer (NED) | 53,46 |
| 3    | Kim So-Hui (KOR)        | 54,90 |
| AC   | Annie Perreault (CAN)   | DQ    |

## Semifinaler
Ettorna och tvåorna gick till final, treorna och fyrorna gick till B-final.
Semifinal 1
| Plac | Namn                   | Tid     |
| ---- | ---------------------- | ------- |
| 1    | Hwang Ok-Sil (PRK)     | 47,74   |
| 2    | Li Yan (CHN)           | 48,33   |
| 3    | Nathalie Lambert (CAN) | 1.01,90 |
| 4    | Marina Pilajyeva (EUN) | 1.07,56 |

Semifinal 2
| Plac | Namn                    | Tid     |
| ---- | ----------------------- | ------- |
| 1    | Cathy Turner (USA)      | 47,41   |
| 2    | Monique Velzeboer (NED) | 47,52   |
| 3    | Wang Xiulan (CHN)       | 48,04   |
| 4    | Julia Vlasova (EUN)     | 1.08,90 |

## Finaler
A final
| Plac | Namn                    | Tid   |
| ---- | ----------------------- | ----- |
|      | Cathy Turner (USA)      | 47,04 |
|      | Li Yan (CHN)            | 47,08 |
|      | Hwang Ok-Sil (PRK)      | 47,23 |
| 4    | Monique Velzeboer (NED) | 47,28 |

B final
| Plac | Namn                   | Tid     |
| ---- | ---------------------- | ------- |
| 1    | Marina Pilajeva (EUN)  | 48,42   |
| 2    | Nathalie Lambert (CAN) | 48,50   |
| 3    | Julia Vlasova (EUN)    | 48,70   |
| 4    | Wang Xiulan (CHN)      | 1.34,12 |